# Madeleine Lambert
Madeleine Lambert, de son nom complet Madeleine Marie Joséphine Lambert, est une actrice française, née le 7 mai 1892 à Saint-Pierre-Bénouville (Seine-Inférieure) et morte le 24 juillet 1977 à Peymeinade (Alpes-Maritimes).

## Biographie
Elle fait don de son corps à la science et ses cendres sont inhumés dans la fosse commune du cimetière parisien de Thiais, dédiée à tous ceux qui ont donné leur corps à la science.

## Filmographie
- 1921 :  Quand les feuilles tomberont de Marcel Simon
- 1931 :  Ma cousine de Varsovie de Carmine Gallone - Lucienne
- 1937 :  L'amour veille de Henry Roussell - Sophie
- 1938 :  Entrée des artistes de Marc Allégret - Elisabeth
- 1939 :  Menaces de Edmond T. Gréville - La patronne de l'hôtel
- 1945 :  Le Père Serge de Lucien Ganier-Raymond - La comtesse Kedrov
- 1947 :  Emile l'Africain de Robert Vernay - Mme Cormier
- 1949 :  Branquignol de Robert Dhéry - La marquise de Présailles
- 1951 :  Deux sous de violettes de Jean Anouilh - Une amie
- 1951 :  Nez de cuir de Marc Allégret - Une invitée
- 1951 : Une histoire d'amour de Guy Lefranc - Une invitée
- 1951 :  La Vérité sur Bébé Donge de Henri Decoin - Mme d'Onneville
- 1953 :  Les Révoltés de Lomanach de Richard Pottier - La comtesse
- 1955 :  Cette sacrée gamine de Michel Boisrond
- 1955 :  Marguerite de la nuit de Claude Autant-Lara - L'admiratrice de l'opéra
- 1956 :  La mariée est trop belle de Pierre Gaspard-Huit - La tante Agnès
- 1957 : En votre âme et conscience, épisode : L'affaire Levaillant ou le Cabinet des embûches de  Claude Barma
- 1957 :  Charmants Garçons de Henri Decoin - Mme Micoulin
- 1959 :  Les liaisons dangereuses de Roger Vadim - Mme Rosemonde
- 1964 :  Passeport diplomatique agent K 8 de Robert Vernay - La tante
- 1964 : Commandant X - épisode : Le Dossier Londres de Jean-Paul Carrère
- 1965 :  A nous deux Paris de Jean-Jacques Vierne - Mme Hagueauner, mère
- 1967 : Tu seras terriblement gentille de Dirk Sanders

## Théâtre
- 1922 : Le Reflet de Pierre Frondaie, Théâtre Fémina
- 1925 : Un homme léger de Maurice Donnay, mise en scène Camille Choisy, Théâtre de l'Étoile
- 1931 : La Ligne de cœur de Claude-André Puget, mise en scène Pierre Fresnay, Théâtre Michel
- 1934 : Liberté provisoire de Michel Duran, mise en scène Jacques Baumer, Théâtre Saint-Georges
- 1934 : Rosalinde d'après Comme il vous plaira de William Shakespeare, mise en scène Jacques Copeau, Théâtre de l'Atelier
- 1936 : Christian d'Yvan Noé, Théâtre des Variétés
- 1937 : Kirika de Georges Ciprian, mise en scène Georges Pitoëff, Théâtre des Mathurins
- 1945 : Tristan et Yseut de Lucien Fabre, mise en scène Alfred Pasquali, Théâtre Édouard VII
- 1946 : Le Crime de Lord Arthur Savile de Saint John Legh Clowes d'après Oscar Wilde, mise en scène Marcel Herrand, Théâtre des Mathurins
- 1953 : L'Invitation au château de Jean Anouilh, mise en scène André Barsacq, Théâtre de l'Atelier
- 1954 : Les Quatre Vérités de Marcel Aymé, mise en scène André Barsacq, Théâtre de l'Atelier, Théâtre des Célestins
- 1959 : Le Prince de Papier de Jean Davray, mise en scène Jacques Charon, Théâtre des Mathurins
- 1960 : Mon père avait raison de Sacha Guitry, mise en scène André Roussin, Théâtre des Célestins
- 1962 : La Venus de Milo, pièce en six tableaux de Jacques Deval, mise en scène Pierre Mondy, Théâtre du Gymnase
- 1964 : Le Mariage de Figaro de Beaumarchais, mise en scène Jean-Louis Barrault, Odéon-Théâtre de France
- 1965 : Le Mariage de Figaro de Beaumarchais, mise en scène Jean-Louis Barrault,   Théâtre des Célestins